# (467127) 2016 EB75
(467127) 2016 EB75 es un asteroide perteneciente al cinturón de asteroides, descubierto el 8 de abril de 2006 por el equipo Spacewatch desde el Observatorio Nacional de Kitt Peak (Arizona, Estados Unidos).